# Fonit Cetra
Fonit Cetra est un label discographique italien, anciennement basé à Turin, actif entre 1957 et 2000.

## Histoire
Fonit Cetra est fondée le 16 décembre 1957 par la fusion de deux labels déjà existants : Cetra (acronyme de Compagnia per edizioni, teatro, registrazioni ed affini), propriété de la RAI et Fonit (acronyme de FONodisco Italiano Trevisan), fondé en 1911 à Milan. Les deux labels étaient déjà populaires grâce à des artistes comme Nilla Pizzi, Achille Togliani, Fritz Schulz-Reichel (en), Natalino Otto, Marcel Amont et Domenico Modugno. Fonit Cetra a continué à utiliser les deux anciens noms dans ses registres et a maintenu deux bureaux différents, un à Turin et l'autre à Milan, jusque dans les années 1970, lorsque le siège principal a été transféré à Milan. En juillet 1987, la société a été rebaptisée Nuova Fonit Cetra. En 1997, elle est intégrée à Rai Trade (it). Toutefois, à la fin des années 1990, le label est vendu à Warner Music Group, qui a acquis son catalogue.
Parmi les artistes qui ont enregistré pour Fonit Cetra figurent Claudio Villa, Sergio Endrigo, Marisa Sannia, Marco Armani, Carmen Villani, New Trolls, Patty Pravo, Caterina Valente, Milva, Bruno Venturini, Otello Profazio, Gipo Farassino, Amedeo Minghi, Mietta, Loretta Goggi, Raffaella Carrà, Mia Martini, Luca Barbarossa, Ricchi e Poveri, Gino Paoli, Gigi Finizio, Renzo Arbore, Nancy Cuomo, Rosa Balistreri et Maria Carta.